# Altamont Speedway Free Festival
El Altamont Speedway Free Festival fue un concierto de rock realizado el 6 de diciembre de 1969 en el abandonado autódromo de Altamont, al norte de California. El evento fue planificado y organizado por la banda británica The Rolling Stones, y junto a ellos también actuaron, en orden de aparición, Santana, Jefferson Airplane, The Flying Burrito Brothers y Crosby, Stills, Nash and Young, teniendo a los Stones como acto final. The Grateful Dead también estuvo incluido para actuar entre los shows de CSNY y los Stones, pero debido al desorden del lugar decidieron no actuar. Aproximadamente 300.000 personas asistieron al concierto, y algunos especulaban que sería el "Woodstock del Oeste". Los cineastas Albert y David Maysles junto con Charlotte Zwerin registraron el evento, incorporándolo a un documental llamado Gimme Shelter.
Este evento es recordado por sus graves hechos de violencia. En el concierto hubo un homicidio y tres muertes accidentales (dos por accidentes automovilísticos y un ahogado en un canal).

## Planificación
Los Rolling Stones habían terminado su exitoso American Tour de 1969, y querían concluir su estancia en Norteamérica con un gran concierto. Se planificó realizarlo para el fin de semana del 6 al 7 de diciembre, en el Golden Gate Park de San Francisco, pero no recibieron la autorización correspondiente. Mick Jagger, en una conferencia de prensa, anunció que la banda iba a realizar una aparición sorpresa en un lugar no determinado. Con este anuncio la policía de la ciudad temía que el descontrol de la multitud producido en Woodstock se repitiera en San Francisco. El anuncio del evento fue mirado con cierto recelo, ya que se acusó a Jagger de garantizar una gran multitud para un concierto que sería incluido en una película, sin tener en cuenta las consecuencias de aquello.
El lugar escogido para realizar era el Sears Point Raceway, pero después de una disputa con el propietario de Sears Point, Filmways, Inc. por los derechos de la película que sería filmada allí, el festival se trasladó al Altamont Raceway por sugerencia de su entonces propietario Dick Carter, un empresario local. El concierto se iba a realizar el sábado 6 de diciembre, y la ubicación de este se dio a conocer la noche del jueves 4 de diciembre. Esto dio lugar a numerosos problemas logísticos. Lo que es más importante, faltaban las instalaciones tales como baños públicos y tiendas de campaña médica. El escenario sólo media cuatro pies de alto y fue rodeado por los "Ángeles del Infierno", un grupo de motociclistas encargados de la seguridad. El sistema de sonido no fue suficiente para la multitud que asistió.

## Ángeles del Infierno
Según algunos, los Hells Angels (en español Ángeles del Infierno) era la banda contratada por los Stones para la seguridad del evento. El grupo de motociclistas fue recomendado a los Stones por Grateful Dead, ya que sólo cobraban $500 en cerveza. Pero Sam Cutler, el road manager de los Stones, negó tal asunto diciendo que sólo fueron al concierto para divertirse, y que en ningún caso se comprometieron a actuar como guardias, aunque el documental del festival demuestra lo contrario y los afiches también. Algunos Ángeles con el paso de los años recordaron el trato hecho con la organización, donde ellos ayudaron al orden a cambio de cervezas.
Desde que Ken Kesey había invitado a los Ángeles del Infierno a uno de sus Acid Tests al aire libre, los motoristas eran percibidos por los hippies como unos "buenos salvajes". Ellos habían proporcionado la seguridad a Grateful Dead sin hechos de violencia. Los Stones ya conocían a los Ángeles del Infierno, ya que asistieron pacíficamente al concierto realizado por la banda unos meses antes en el Hyde Park de Londres.
A medida que avanzaba el espectáculo, más agitada se ponía la multitud y comenzaban los roces con los Ángeles del Infierno. Varios testigos han dicho que la mayoría de los Ángeles eran jóvenes y sin experiencia "y que sus jefes no estaban allí". Los Ángeles usaban sus motocicletas para controlar a la multitud, causando heridas a varios espectadores. La violencia de los Ángeles aumentaba, llegando a perjudicar a los músicos que estaban en escena. Marty Balin de Jefferson Airplane fue noqueado en pleno escenario por un Ángel del Infierno, hecho que quedó registrado en Gimme Shelter. Después de aquel incidente, los Grateful Dead decidieron no actuar.

## La muerte de Meredith Hunter
Meredith Hunter, un joven afrodescendiente de 18 años, fue involucrado en un altercado con algunos Ángeles del Infierno. El joven mostró un revólver como señal de advertencia, pero sin mediar aviso fue apuñalado cinco veces y recibió patadas hasta la muerte durante el show de los Rolling Stones. El asesino, Alan Passaro (miembro de los Ángeles del Infierno), fue detenido y juzgado por el asesinato en el verano de 1972, pero fue absuelto después de que un jurado llegase a la conclusión de que actuó en defensa propia ya que Hunter portaba una pistola. También se dijo que Hunter estaba bajo la influencia de metanfetaminas.
Un fragmento de Gimme Shelter muestra el momento exacto del asesinato de Hunter. En aquel momento los Rolling Stones terminaban de tocar «Under My Thumb» y se observa el encuentro de Hunter y Passaro. Después de que Hunter mostrara el arma, Passaro rechaza la pistola con la mano izquierda y apuñala a Hunter en la parte superior de la espalda con su mano derecha. La misma escena muestra la reacción tanto del público como de la banda ante el hecho. Este incidente apareció detallado en la revista Rolling Stone. Los Rolling Stones tuvieron que interrumpir el show en varias ocasiones hasta que decidieron suspenderlo definitivamente.
Ha habido rumores, a lo largo de los años, de un segundo agresor no identificado que habría infligido las heridas mortales, y, en consecuencia, la policía examinó el caso. El 25 de mayo de 2005, sin embargo, la Alameda County Sheriff's Office anunció el cierre oficial de la investigación. Los investigadores, que iniciaron un nuevo período de dos años de investigación, desestimaron la teoría de que un segundo Ángel del Infierno participara en el apuñalamiento.

## Consecuencias
El concierto de Altamont a menudo contrasta con los festivales de Woodstock que tuvieron lugar cuatro meses antes, y el de Monterey, en 1967, y marca el final de la era hippie, de la inocencia encarnada por Woodstock, o de facto el fin de la década de 1960. Los críticos lo llaman "La muerte de la nación Woodstock" y nunca más se permitió la realización de un concierto de rock en ese lugar.

## Set list
Santana
- "Savor"
- "Jin-go-lo-ba"
- "Evil Ways"
- "Conquistadore Rides Again"
- "Persuasion"
- "Soul Sacrifice"
- "Gumbo"

Jefferson Airplane
- "We Can Be Together"
- "The Other Side of This Life" (Durante la interpretación de esta canción, Marty Balin fue golpeado por un miembro de los Hells Angels, causando una interrupción temporal de la actuación.)
- "Somebody to Love"
- "3/5 of a Mile in 10 Seconds"
- "Greasy Heart"
- "White Rabbit"
- "Come Back Baby"
- "The Ballad of You and Me and Pooneil"
- "Volunteers"

The Flying Burrito Brothers
- "Lucille"
- "To Love Somebody"
- "Six Days on the Road"
- "High Fashion Queen"
- "Cody, Cody"
- "Lazy Day"
- "Bony Moronie"

Crosby, Stills, Nash & Young
- "Black Queen"
- "Pre-Road Downs"
- "Long Time Gone"
- "Down by the River"
- "Sea of Madness"

The Rolling Stones
- «Jumpin' Jack Flash»
- «Carol»
- «Sympathy for the Devil» (Interrumpida por numerosas peleas cerca del escenario, haciendo que la banda se detuviera varias veces y luego reiniciara la canción.)
- «The Sun Is Shining»
- «Stray Cat Blues»
- «Love in Vain»
- «Under My Thumb» (Interrumpida por los incidentes que involucraban a Meredith Hunter, luego continuó; Después de esto, la violencia disminuyó durante el resto del concierto.)
- «Brown Sugar» (Primera interpretación en vivo de la canción.)
- «Midnight Rambler»
- «Live with Me» (La escena en la película que muestra a una mujer desnuda intentando subir al escenario en realidad ocurre durante esta canción, aunque se muestra mientras se reproduce "Sympathy for the Devil". La interpretación de la canción también se escucha levemente en el fondo mientras el interno médico habla sobre la muerte de Meredith Hunter.)
- «Gimme Shelter»
- «Little Queenie»
- «(I Can't Get No) Satisfaction»
- «Honky Tonk Women»
- «Street Fighting Man»